# Kirsty Sword Gusmão
Pour les articles homonymes, voir Sword et Gusmão.
Kirsty Sword Gusmão (née Kirsty Sword le 19 avril 1966 à Melbourne dans l'État de Victoria en Australie), est un activiste australo-timoraise qui sert comme première dame (en) du Timor oriental entre 2002 et 2007. Épouse de Xanana Gusmão, qui sert comme premier ministre et président du Timor oriental, le couple se sépare en 2015. Sword fonde la Alola Foundation avec laquelle elle travaille à l'amélioration de la condition des femmes timoraises dans un contexte de nation avec le plus bas PIB par habitant,,,

## Biographie

### Premières années et éducation
Fille de Brian and Rosalie Sword qui sont enseignants, Sword passe ses premières années à Bendigo et fréquente l'école primaire de Eaglehawk (en) où son père travaille comme directeur et sa mère comme enseignante de musique dans les années 1970. Alors qu'elle a quatre ans, son père lui enseigne ses premiers mots d'indonésien,. Intéressée par une carrière de danseuse de ballet, elle ne poursuit dans cette discipline. Adolescente, elle voyage à Bali et Jakarta avec son père et son frère. Après des études secondaires à Bendigo, elle fréquente l'université Monash et l'université de Melbourne durant les années 1980 et sort avec un baccalauréat en arts, des majeures en indonésien et en italien, ainsi qu'un diplôme en éducation,,. En 1985, alors qu'elle apprend l'indonésien à Monash, elle rencontre des étudiants du Timor-Leste et partage ensuite leur lutte pour l'indépendance,.

### Carrière
Sword travaille comme secrétaire administrative du Overseas Service Bureau jusqu'en 1991, lorsqu'elle se joint comme assistante coordinatrice au développement du Refugee Studies Program de l'université Oxford en Angleterre. Plus tard, elle voyage au Timor oriental en tant que chercheuse et interprète pour le documentaire In Cold Blood: The massacre of East Timor sur la situation politique et sociale de la région pour Yorkshire Television.
De 1992 à 1996, Swork travaille à Jakarta en tant qu'enseignante d'anglais, d'activiste en aide humanitaire et militante en droits humains,,. Au même moment, elle travaille clandestinement comme activiste et espionne pour la résistance timoraise contre l'occupation indonésienne,,. Son nom de code est d'abord Ruby Blade, avant d'hériter plus tard du nom de Mukya par Xanana Gusmão,.
Plus tard, sa conduite a été critiquée par les organismes humanitaires pour lesquelles elle travaillait en raison du caractère dommageable pour la crédibilité de ses organisations à œuvrer dans un pays hôte, mais aussi du risque de mettre en danger les autres travailleurs de ses organisations.

### Résistante à première dame
Sword rencontre finalement Gusmão en décembre 1994 alors qu'il purge une peine de 20 ans de prison à l'Institution pénitentiaire Cipinang (en) de Jakarta pour avoir dirigé le groupe de résistance FRETILIN,,,. Leur premier contact survient lors d'un cours d'anglais par correspondance en 1992. Elle parvient à visiter la prison à Noël 1994 en prétextant la visite d'un oncle,,.
Gusmão est libéré en 1999 et le couple se marie l'année suivante à Dili. En 2001, elle amène le cas de la victime de trafic sexuel Juliana dos Santos (en) à l'attention de la Commission des droits de l'homme des Nations unies, tout en procédant au lancement de la Fondation Alola,. De mai 2002 à mai 2007, Gusmão est président et Sword œuvre à titre de première dame. Le 1er novembre 2003, elle publie une autobiographie intitulée A Woman of Independence.
Durant la crise timoraise de 2006, Sword Gusmão mène des interviews et rencontre les troupes australiennes au nom de son mari qui était alors en incapacité de se déplacer en raison de maux de dos. En mai 2007, Xanana renonce à renouveler son mandat présidentiel et c'est son premier ministre, José Ramos-Horta, qui lui succède. Xanana devient finalement premier ministre le 8 août. En octobre, Sword Gusmão est nommée à la position honorifique d'ambassadrice de bonne volonté pour l'éducation au Timor oriental par le président Ramos-Horta.
Le 11 février 2008, la télévision nationale rapporte une tentative d'assassinat contre le président et le premier ministre alors que le cortège de Gusmão reçoit des coups de feu d'un groupe de rebelles mené par Gastão Salsinha. Lors de la tentative contre le premier ministre, Sword Gusmão protège sa famille des hommes armés qui traquaient leur résidence. Trouvant refuge avec une autre femme et ses quatre enfants, elle parvient à contacter Xanana par téléphone portable qui lui indique qu'il essuie des coups de feu. Les Gusmão se réunissent après de longues négociations entre les gardes et les hommes armés et, malgré les risques de tentatives futures de coup d'État, elle décide de demeuré au Timor-Leste.

### Vie personnelle
Tôt en 2013, il est rapporté qu'elle est sous traitement contre un cancer du sein.
Après 15 ans de mariage, Sword et Gusmão annonce la séparation de leur couple en mars 2015. Depuis, elle réside à Melbourne avec ses trois fils.

## Récompenses
Le 14 mai 2014, Sword Gusmão est lauréate d'un doctorat honoris causa de l'université Victoria (en) de Melbourne pour son service communautaire, sa défense de l'importance de l'éducation et son travail pour améliorer les conditions de vie des femmes et enfants timorais.
En juin 2015, elle est nommée officière de l'ordre d'Australie pour : « Pour un service distingué rendu aux relations Australie-Timor-Leste à travers le développement de la coopération et de la compréhension mutuelles, en particulier dans le secteur de l'éducation, et en tant que défenseur de l'amélioration de la santé et des conditions de vie du peuple timorais. »,.